# Ergebnisse der Kommunalwahlen in Weimar
In den folgenden Listen werden die Ergebnisse der Kommunalwahlen in Weimar aufgelistet. Es werden die Ergebnisse der Wahlen zum Stadtrat ab 1990 angegeben.

## Parteien
- AfD: Alternative für Deutschland
- B’90/Grüne: Bündnis 90/Die Grünen → Grüne
- B.F.D.: Bund Freier Demokraten → FDP
- CDU: Christlich Demokratische Union Deutschlands
  - 1990 als CDU der DDR/DA
- dieBasis: Basisdemokratische Partei Deutschland
- DSU: Deutsche Soziale Union
- FDP: Freie Demokratische Partei
  - 1990: F.D.P. der DDR
- Grüne: Bündnis 90/Die Grünen
  - 1990 als Grüne Partei in der DDR
  - 1999 als: ForumGrüne
- Linke: Die Linke
  - bis 2003: PDS
- NF: Neues Forum (FORUM)
  - 1999 als: ForumGrüne → Grüne
- NPD: Nationaldemokratische Partei Deutschlands
- PDS: Partei des Demokratischen Sozialismus → Linke
- Piraten: Piratenpartei Deutschland
- SPD: Sozialdemokratische Partei Deutschlands
  - 1990: SPD der DDR
- STATT-PArtei: Statt Partei

## Wählergruppen
- UFV: Unabhängiger Frauenverband
- VG: Volkhardt Germer als Einzelbewerber
- WEIM-SPORT: Wählergruppe Weimarer Sport
- ww: weimarwerk bürgerbündnis e.V.
- WfU: Wir für Uns

## Abkürzung
- Wbt.: Wahlbeteiligung

## Wahlen zum Stadtrat
Stimmenanteile der Parteien in Prozent
| Jahr   | Wbt. | CDU  | Linke | SPD  | Grüne | ww   | FDP   | AfD  | Piraten | NPD | WfU   | NF      | dieBasis |
| ------ | ---- | ---- | ----- | ---- | ----- | ---- | ----- | ---- | ------- | --- | ----- | ------- | -------- |
| 119901 | 71,3 | 40,0 | 10,0  | 19,4 | 5,5   |      | 29,12 |      |         |     |       | 8,2     |          |
| 319943 | 70,0 | 28,4 | 14,3  | 28,0 | 12,3  |      | 7,8   |      |         |     |       | 4,5     |          |
| 1999   | 51,5 | 36,0 | 17,7  | 27,4 | 8,7   |      | 3,0   |      |         |     | 7,2   | → Grüne |          |
| 2004   | 42,6 | 29,1 | 20,7  | 12,3 | 12,4  | 21,0 | 4,4   |      |         |     | → FDP |         |          |
| 2009   | 54,0 | 23,2 | 19,9  | 13,6 | 15,4  | 18,4 | 6,4   |      |         | 3,1 |       |         |          |
| 2014   | 49,6 | 23,6 | 19,4  | 18,1 | 15,5  | 14,4 | 3,2   |      | 2,9     | 2,8 |       |         |          |
| 2019   | 61,5 | 17,5 | 16,2  | 13,2 | 18,5  | 17,9 | 3,6   | 11,0 | 2,0     |     |       |         |          |
| 2024   | 60,4 | 19,9 | 13,8  | 14,2 | 15,4  | 17,6 | 2,7   | 13,7 | 1,4     |     |       |         | 1,4      |

Sitzverteilung
| Jahr | Gesamt | CDU | Linke | SPD | Grüne | ww | FDP | AfD | Piraten | NPD | WfU | NF | VG | DSU | UFV | die Basis |
| ---- | ------ | --- | ----- | --- | ----- | -- | --- | --- | ------- | --- | --- | -- | -- | --- | --- | --------- |
| 1990 | 50     | 20  | 5     | 10  | 3     |    | 5   |     |         |     |     | 4  | 1  | 1   | 1   |           |
| 1994 | 42     | 13  | 7     | 13  | 6     |    | 3   |     |         |     |     |    |    |     |     |           |
| 1999 | 42     | 15  | 8     | 12  | 4     |    |     |     |         |     | 3   |    |    |     |     |           |
| 2004 | 42     | 13  | 9     | 5   | 6     | 9  |     |     |         |     |     |    |    |     |     |           |
| 2009 | 42     | 10  | 8     | 6   | 6     | 8  | 3   |     |         | 1   |     |    |    |     |     |           |
| 2014 | 42     | 10  | 8     | 8   | 7     | 6  | 1   |     | 1       | 1   |     |    |    |     |     |           |
| 2019 | 42     | 7   | 7     | 6   | 8     | 7  | 1   | 5   | 1       |     |     |    |    |     |     |           |
| 2024 | 42     | 8   | 6     | 6   | 6     | 7  | 1   | 6   | 1       |     |     |    |    |     |     | 1         |

Fußnote
1 1990: zusätzlich: Volkhardt Germer als Einzelbewerber: 1,4 %, DSU: 1,2 % und UFV: 1,1 %.

2 1990 traten FDP: 3,8 % und BFD: 5,3 % getrennt an. Von den gewonnenen Mandaten entfielen 2 auf die FDP und 3 auf den BFD.

3 1994: zusätzlich: WEIM-SPORT: 2,4 %, STATT: 1,7 %, DSU: 0,7 %.